# Tana (Vanuatu)

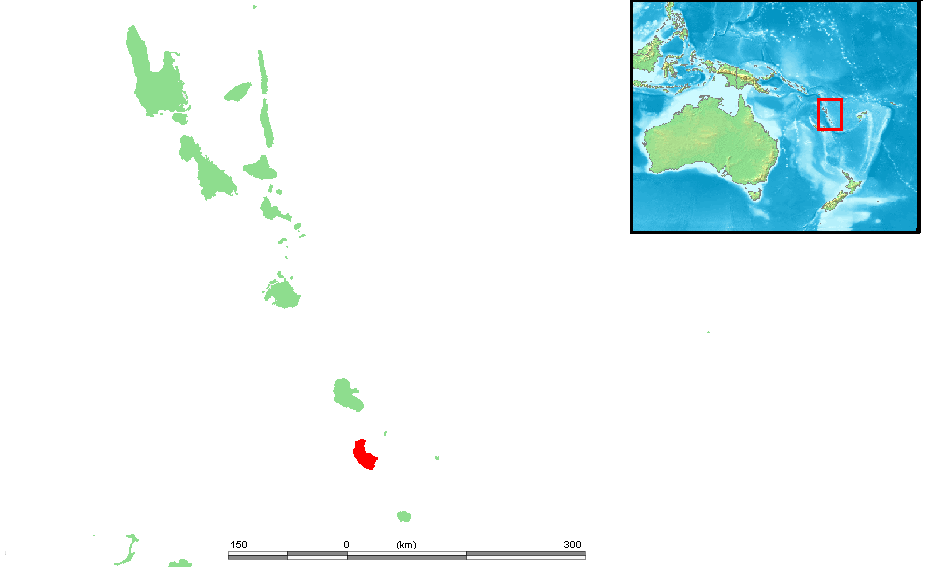
Localização de Tana em Vanuatu

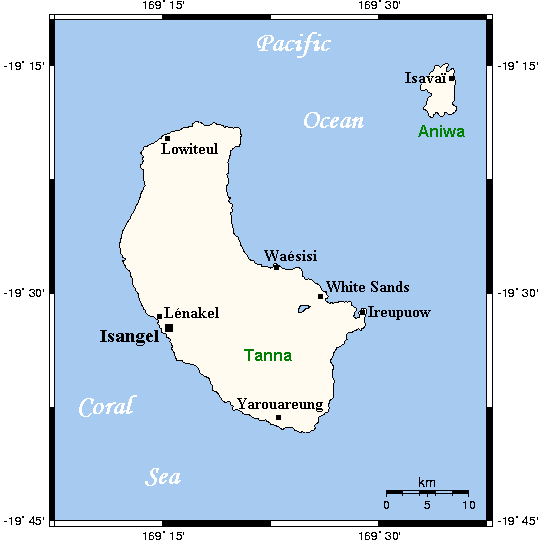
Mapa de Tana e a vizinha Aniwa

Tana (Tanna) é uma ilha de Vanuatu. Tem 40 km de comprimento e 19 km de largura, com área total de 550 km². É a mais povoada da província de Tafea, com cerca de 20 000 habitantes, o que a converte numa das ilhas mais povoadas de Vanuatu.
Isangel, a capital administrativa da província, fica na costa ocidental, perto da maior localidade, Lénakel. O monte Jasur é o vulcão activo mais acessível do mundo, e fica na costa sudeste. A sua altitude máxima é o topo do monte Tucosmera, de 1084 m.
A ilha Tana está povoada completamente por melanésios, que seguem um tipo de vida mais tradicional que os habitantes de muitas outras ilhas. Algumas das aldeias são conhecidas como kastom (do inglês custom, costume), onde estão proibidas as invenções modernas, os homens usam kotekas (bainhas para o pénis, chamadas nambas na língua bislama) e camisas de ervas, e as crianças não vão à escola. É em Tana que se situa uma estranha comunidade que segue um culto à carga.
O primeiro europeu a visitar a ilha foi o Capitão James Cook, atraído pelo vulcão em agosto de 1774.